# العلاقات الأيرلندية البيلاروسية
العلاقات الأيرلندية البيلاروسية هي العلاقات الثنائية التي تجمع بين جمهورية أيرلندا وروسيا البيضاء.

## مقارنة بين البلدين
هذه مقارنة عامة ومرجعية للدولتين:
| وجه المقارنة                                              | جمهورية أيرلندا                                       | روسيا البيضاء                    |
| --------------------------------------------------------- | ----------------------------------------------------- | -------------------------------- |
| المساحة (كم2)                                             | 70.27 ألف                                             | 207.60 ألف                       |
| عدد السكان (نسمة)                                         | 4.76 مليون                                            | 9.50 مليون                       |
| الكثافة السكانية (ن./كم²)                                 | 67.74                                                 | 45.76                            |
| العاصمة                                                   | دبلن                                                  | مينسك                            |
| اللغة الرسمية                                             | اللغة الأيرلندية، لغة إنجليزية، الإنجليزية الأيرلندية | اللغة البيلاروسية، اللغة الروسية |
| العملة                                                    | جنيه أيرلندي، يورو، عملات اليورو الأيرلندية           | روبل بلاروسي                     |
| الناتج المحلي الإجمالي (بليون دولار)                      | 333.73 مليار                                          | 54.44 مليار                      |
| الناتج المحلي الإجمالي (تعادل القوة الشرائية) بليون دولار | 318.16 مليار                                          | 168.35 مليار                     |
| الناتج المحلي الإجمالي الاسمي للفرد دولار أمريكي          | 61.13 ألف                                             | 5.74 ألف                         |
| الناتج المحلي الإجمالي للفرد دولار أمريكي                 |                                                       | 18.18 ألف                        |
| مؤشر التنمية البشرية                                      | 0.916                                                 | 0.798                            |
| رمز المكالمات الدولي                                      | +353                                                  | +375                             |
| رمز الإنترنت                                              | .ie                                                   | .by، .бел                        |
| المنطقة الزمنية                                           | 00، ت ع م+01:00، أوروبا/دبلن ‏                         | ت ع م+03:00                      |

## منظمات دولية مشتركة
يشترك البلدان في عضوية مجموعة من المنظمات الدولية، منها:
| علم المنظمة | اسم المنظمة                               | تاريخ انضمام جمهورية أيرلندا | تاريخ انضمام روسيا البيضاء |
| ----------- | ----------------------------------------- | ---------------------------- | -------------------------- |
|             | منظمة الأمن والتعاون في أوروبا            | 25 يونيو 1973                | 30 يناير 1992              |
|             | مؤسسة التمويل الدولية                     | 11 سبتمبر 1958               | 2 نوفمبر 1992              |
|             | منظمة حظر الأسلحة الكيميائية              | ?                            | ?                          |
|             | الأمم المتحدة                             | 14 ديسمبر 1955               | 24 أكتوبر 1945             |
|             | الاتحاد الدولي للاتصالات                  | 8 ديسمبر 1923                | 7 مايو 1947                |
|             | منظمة الشرطة الجنائية الدولية             | ?                            | ?                          |
|             | البنك الدولي للإنشاء والتعمير             | 8 أغسطس 1957                 | 10 يوليو 1992              |
|             | الاتحاد البريدي العالمي                   | ?                            | ?                          |
|             | المركز الدولي لتسوية المنازعات الاستشارية | 7 مايو 1981                  | 9 أغسطس 1992               |
|             | وكالة ضمان الاستثمار متعدد الأطراف        | 27 أكتوبر 1989               | 3 ديسمبر 1992              |
|             | يونسكو                                    | 3 أكتوبر 1961                | 12 مايو 1954               |
|             | مجموعة الموردين النوويين                  | ?                            | ?                          |

## وصلات خارجية
- موقع وزارة الخارجية البيلاروسية